# Парау
Парау (порт. Paraú)  —  муниципалитет в Бразилии, входит в штат Риу-Гранди-ду-Норти. Составная часть мезорегиона Запад штата Риу-Гранди-ду-Норти. Входит в экономико-статистический микрорегион Медиу-Уэсти. Население составляет 4154 человека на 2006 год. Занимает площадь 410,858 км². Плотность населения — 10,1 чел./км².

## Статистика
- Валовой внутренний продукт на 2003 год составляет 10 769 557,00 реалов (данные: Бразильский институт географии и статистики).
- Валовой внутренний продукт на душу населения на 2003 год составляет 2610,17 реалов (данные: Бразильский институт географии и статистики).
- Индекс развития человеческого потенциала на 2000 год составляет 0,612 (данные: Программа развития ООН).